# Mandjelia macgregori
Mandjelia macgregori là một loài nhện trong họ Barychelidae. Loài này phân bố ờ Queensland.